# Eesti Tipp-40
Eesti Tipp-40 (англ. Estonian Top-40) — официальный музыкальный чарт Эстонии, запущенный в начале 2018 года. Публикуется каждый понедельник в газете Eesti Ekspress.
Главный редактор — музыкальный журналист Сийм Нестор (англ. Siim Nestor). Чарт основан на продажах физических носителей, цифровых продажах и стриминге. Доступны три чарта: топ-40 альбомов, топ-40 международных синглов и топ-40 национальных синглов.

## Чарты
- Albumid tipp-40 (Топ-40 альбомов)
- Singlid tipp-40 (Топ-40 международных синглов)
- Eesti lood tipp-40 (Топ-40 национальных синглов)